# Carex mitchelliana
Espèce
Classification phylogénétique
Carex mitchelliana est une espèce de plantes du genre Carex et de la famille des Cyperaceae.